# Lisa the Tree Hugger
«Lisa the Tree Hugger» (рус. Лиза — спасительница деревьев) — четвертый эпизод двенадцатого сезона мультсериала «Симпсоны». Впервые вышел в эфир 19 ноября 2000 года.

## Сюжет
Барт видит по телевизору рекламу новой приставки Gamestation-256 и решает выпросить денег у родителей, но Мардж не хочет давать мальчику денег, а Гомер на мели. Поэтому Барт устраивается на работу в ресторан тайской кухни. Неплохо подзаработав развешиванием по дверным ручкам рекламок ресторана в стиле ниндзя, Барт ведёт семью в ресторан «Красти Бургер». Но там их поджидает сюрприз — некие активисты в костюмах коров устраивают пикет на крыше ресторана, требуя запретить продажу бургеров с мясом. Акцию прикрывают и активисты оказываются за решёткой, но Лизу впечатляет акция и она влюбляется в главу защитников природы Джессера Грайса.
Желая помочь своим единомышленникам, Лиза решает переехать жить на старейшее дерево Спрингфилда, которое хочет срубить Богатый Техасец и построить там парк аттракционов. Лиза неплохо уживается на дереве, однако вскоре она начинает тосковать по дому и однажды ночью покидает своё место жительства, чтобы вернуться к семье хотя бы на ночь. На утро она возвращается к дереву и видит, что то уже упало.
Вскоре выясняется, что в дерево ударила молния, притянутая металлическими предметами Лизы. А поскольку никто не видел Лизу вне дерева, все решают, что она погибла. По этому случаю Скиннер ставит Барту одни пятерки в табель, а Мо прощает Гомеру все долги и «по просьбе Лизы» выливает лук себе в штаны. А Богатый Техасец обещает построить в честь Лизы заповедник в пользу активистов Грайса, что убеждает Лизу не раскрывать правду относительно себя. Но Техасец обманывает всех и на месте дерева всё-таки строит парк аттракционов «ЛизаЛэнд». Это убеждает Лизу объявиться на публике, но даже это не изменяет планов Техасца, поэтому активисты рубят колья, держащие столб с головой Лизы. Скатившись с обрыва, столб разрушает фабрики Техасца (к ужасу хозяина), ресторан «Кентукки Жареная Панда» (к ужасу Гомера — отсылка к KFC) и «Гашиш-сити» (теперь уже к ужасу активистов, но к радости Техасцу). Грайса снова сажают в тюрьму (и на сей раз без возможности вернуться к активистам), а бревно Лизы достигает моря и уплывает в неизвестном направлении.

## Интересные факты
- Джессер Грайс является хипстером, это можно понять во время 8 минуты.
- Становится известна цена спринфилдского ежедневника Springfield Shopper — ¢15.